# Gy (dwuznak)
Gy (gyé) – dwuznak występujący w języku węgierskim. Jest to dźwięczna głoska (afrykata), w wymowie podobna do zbitki głosek d i j. Jej bezdźwięcznym odpowiednikiem jest ty.